# Imia
Kardak

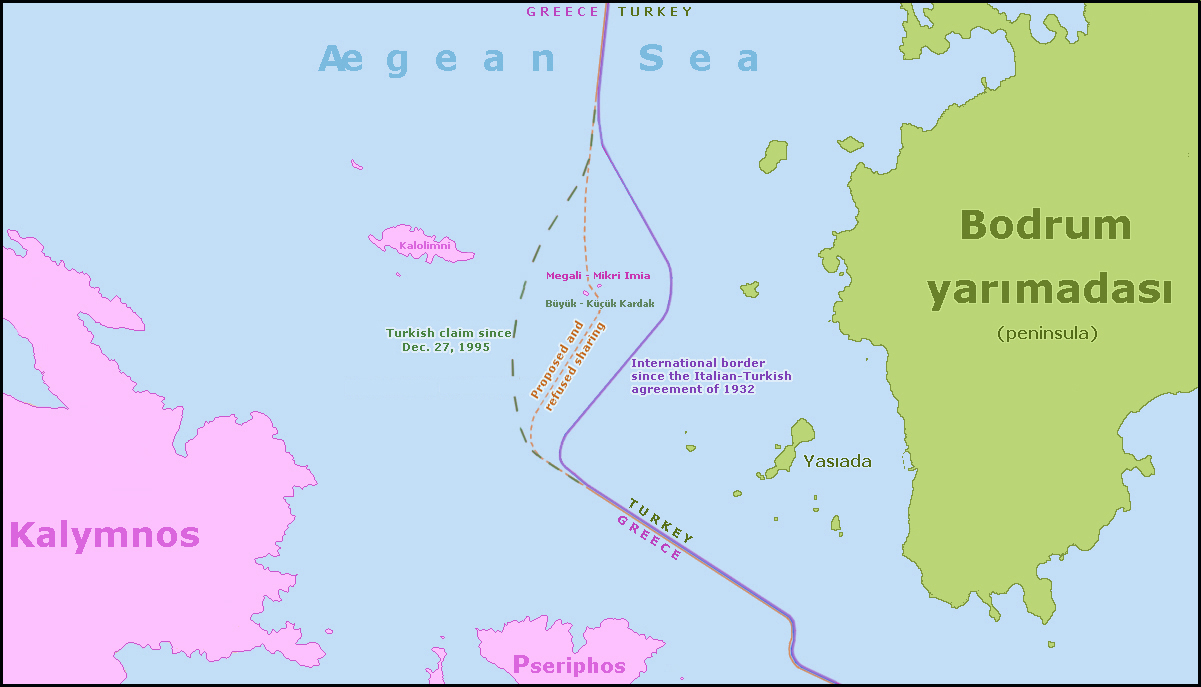
Carte des frontières et de la revendication turque. Megali et Büyük = « grande » ; Mikri et Küçük = « petite ».

En 1932, la délimitation entre le Dodécanèse (alors italien) et la Turquie plaçait Ímia (G) sous souveraineté italienne.

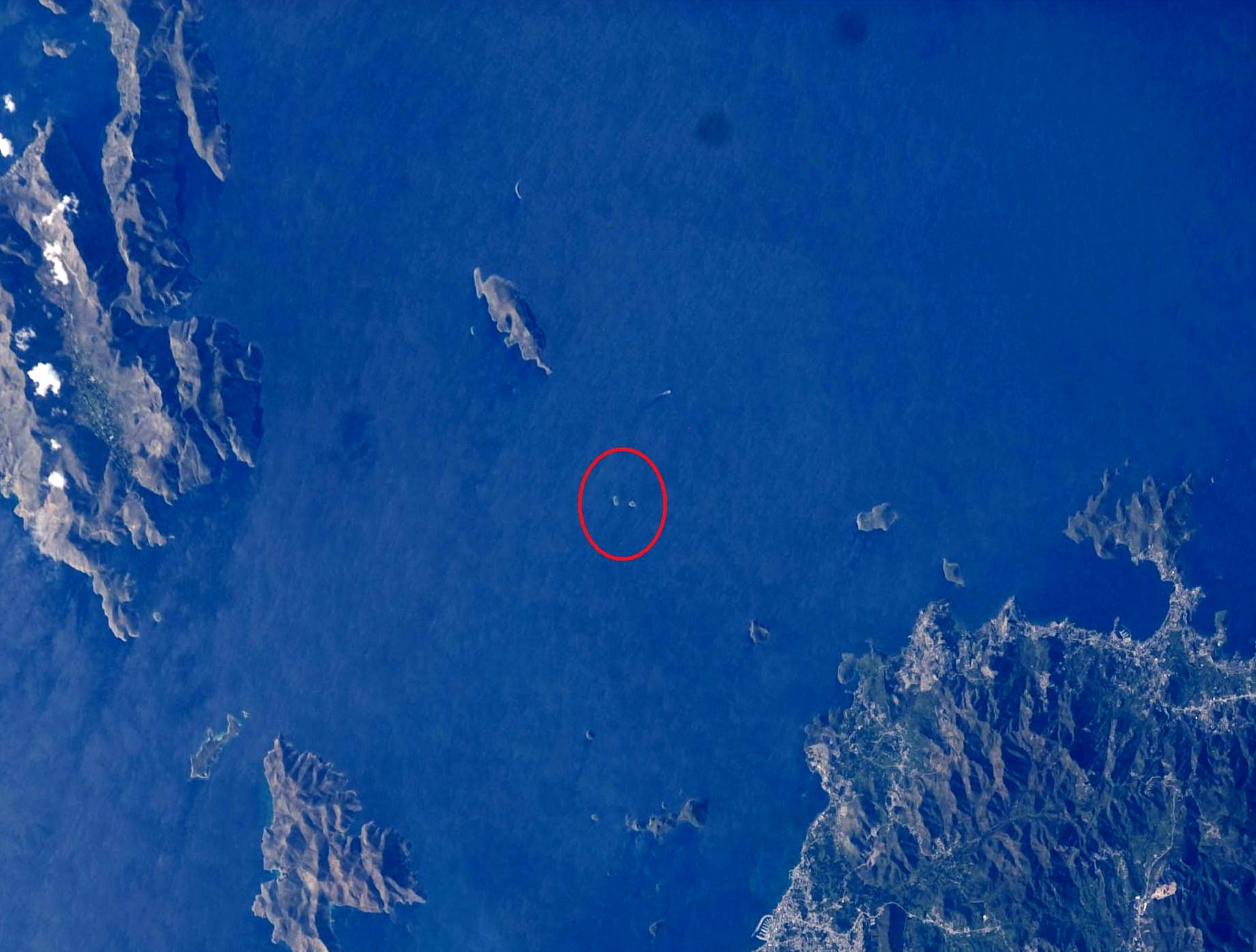
Vue satellite des deux îlots. À gauche, les îles grecques de Kalymnos et Kalólimnos ; à droite, la côte turque de l’Anatolie.

Les deux îlots inhabités d’« Ímia » (grec moderne : Ίμια) ou Límnia (Λίμνια), appelés « Kardak » par les Turcs, font partie du Dodécanèse en mer Égée, et sont l’un des points de conflit entre la Grèce et la Turquie, toutes deux membres de l’OTAN. 
Les deux îlots, distants de 300 mètres l’un de l’autre, se situent à 10,2 km à l’Est de l’île grecque de Kalymnos, à 4,6 km au Sud-Est de l’île grecque la plus proche, Kalólimnos, et à 7,0 km de la côte de la péninsule turque de Bodrum (ex-Halicarnasse).
Chaque pays affirme sa souveraineté sur ce territoire de 4 hectares situé pratiquement sur leur frontière commune :
- la Grèce depuis 1946, date du rattachement à ce pays du Dodécanèse jusque-là italien (incluant Ímia) ;
- la Turquie officieusement depuis 1985 (les cartes maritimes turques d’avant cette date reconnaissaient le tracé de la frontière gréco-turque à mi-distance entre Ímia et la côte turque[1]) et officiellement depuis le 26 décembre 1995 (date de l’échouage du cargo turc Figen Akat sur la petite Ímia et de son sauvetage par la marine turque)[2].

La tension a abouti à des crises proches de l’affrontement militaire, en 1987 et en 1996. Chacun des deux pays revendique les deux îlots et tout partage est donc impossible : le conflit ne pourra probablement être aplani que dans le cadre d’un règlement plus global du contentieux gréco-turc en mer Égée. 
Le sociologue français Pierre Bourdieu affirme dans son livre Sur la télévision que l'incident gréco-turc de 1986 est un exemple typique des dangers que fait courir la concurrence sans limites pour l’audimat entre les médias. Il explique qu’« à la suite des appels à la mobilisation et des proclamations belliqueuses d’une chaîne de télévision privée, à propos d’un minuscule îlot désert, Imia, les télévisions et les radios privées grecques, relayées par les quotidiens, se sont lancées dans une surenchère de délires nationalistes ; les télévisions et journaux turcs, emportés par la même logique de la concurrence pour l’audimat, sont entrés dans la bataille. Débarquement de soldats grecs sur l’îlot, déplacement des flottes, la guerre n’est évitée que de justesse ». 

## Référence
- (en) Cet article est partiellement ou en totalité issu de l’article de Wikipédia en anglais intitulé « Aegean dispute » (voir la liste des auteurs).

1. ↑  Carte hydrographique de la marine turque n° 2342 Ege Adalari - Türkiye-Yunanistan, Harta Genel Müdürlüğü, Ankara 1956
2. ↑  Carina Schmidt, (en) Are Institutions impotent in militarized Crisis? Limits of Institutional Contributions to Conflict Desescalation, .
3. ↑  Pierre Bourdieu, Sur la télévision, Raisons d'Agir, 1er janvier 1996, 95 p. (ISBN 2912107008), Avant-propos.